# 丹野尚子
丹野 尚子（たんの なおこ、5月25日 - ）は元岩手朝日テレビアナウンサー。

## 人物
- 岩手県盛岡市出身。盛岡第三高校卒業。
- NHK秋田放送局に契約キャスターとして、情報番組等を務める。
- 2007年10月、岩手朝日テレビに入社。
- 2013年3月、岩手朝日テレビを退社。

## 担当番組

### NHK秋田放送局
- 定時ニュース
- てれびこまち（リポーター）
- HOTチャンネルあきた（進行、リポーター）

### 岩手朝日テレビ
- るくなす（岩手担当レポーター）
- 岩手の未来図（司会）
- IATスーパーJチャンネル（天気予報、水曜コーナー「おしえて！おらほのまち自慢」担当）
- IATスーパーJチャンネル（キャスター、2009年12月 - 2013年3月27日）
- 定時ニュース
- わくわく情報館
- ふるさとCM大賞 in IWATE（司会）